# Schellenberg
Schellenberg este o comună din zona cu altitudini joase a Liechtensteinului, situat pe bancul Rinului. Din 2005, are o populație de 952 de oameni și cuprinde o suprafață de 3,5 km².